# 即捕即解政策
即捕即解政策是1980年代英屬香港政府為解決非法入境者問題而推行的措施。
1970年代至1980年代实行抵垒政策时期，中华人民共和国居民偷渡來港人數不斷增加，1980年10月23日，立法局三讀通過《1980年人民入境（修訂）（第2號）條例》，取消抵壘政策，轉為實施「即捕即解」，拘捕及遣返所有非法入境者。在當日以前已來港的中國非法入境者，可在其後3日（24日至26日）寬限期內，登記領取香港身份證，當日後抵港的偷渡者，則會被立刻遣返中国。 而香港雇主雇用偷渡客者，可罰款5萬港幣並判監一年。 
政策公佈後，數以千計偷渡入境者，在寬限期內到位於金鐘道的辦事處，不断地辦理登記領取香港身份證。